# Begonia fusca
Espèce
Synonymes
- Begonia maxima (Klotzsch) A.DC.[1]
- Begonia maxima hort. ex A. DC.[2]
- Magnusia fusca (Liebm.) Klotzsch[1]
- Magnusia maxima Klotzsch[1]

Begonia fusca est une espèce de plantes de la famille des Begoniaceae.
L'espèce fait partie de la section Gireoudia.
Elle a été décrite en 1852 par Frederik Michael Liebmann (1813-1856).

## Répartition géographique
Cette espèce est originaire des pays suivants : Guatemala ; Honduras ; Mexique.